# Suaeda occidentalis
Suaeda occidentalis là loài thực vật có hoa thuộc họ Dền. Loài này được (S. Watson) S. Watson miêu tả khoa học đầu tiên năm 1874.